# Jan Besta
Jan Besta (ur. 16 maja 1812 w Raciborzu, zm. 24 września 1887 w Głogówku) – niemiecki nauczyciel i pisarz.
Jego ojciec był piekarzem. Maturę zdał w 1832 roku w raciborskim gimnazjum, a następnie rozpoczął studia filozoficzne na Uniwersytecie Wrocławskim. W 1835 roku przeszedł do seminarium nauczycielskiego.
W 1838 roku rozpoczął pracę jako nauczyciel w Raciborzu, a w 1843 roku został przeniesiony do Prudnika. Dwa lata później, w 1845 roku został profesorem seminarium nauczycielskiego w Głogówku. Pracował na tej posadzie do czasu przejścia na emeryturę, co nastąpiło w 1886 roku.
Jest autorem dwóch części Polsko-niemieckiej książki do czytania dla katolickich szkół elementarnych, która ukazała się drukiem kilkakrotnie w latach 1860-1872, a także napisał Niemieckie wypisy oświatowo-wychowawcze dla katolickich seminariów nauczycielskich (Deutsches Lese- und Bildungsbuch für katholische Schullehrer-Seminarien), która ukazała się w 1870 roku i zyskała taką popularność, że w 1901 roku ukazało się jej dziewiąte wydanie. Opracował również wraz z E. Richterem Elementarz dla szkół dwujęzycznych (Fibel für utraquistische Schulen).